# Орден Звитяги (Казахстан)
О́рден Звитя́ги (каз. Айбын ордені) — державна нагорода Республіки Казахстан. Заснований у 1995 році.
Орден Звитяги засновано у 1995 році. Орденом нагороджуються військовослужбовці Збройних Сил, інших військ і військових формувань, а також співробітники органів прокуратури, національної безпеки, внутрішніх справ Республіки Казахстан та інших
- за успіхи, досягнуті у бойовій підготовці, підтримці високої бойової готовності військ і освоєнні нової техніки, забезпеченны законності та громадського порядку;
- за мужність і самовідданість, виявлені під час виконання військового і службового обов'язку, а також за подвиги, здійснені при захисті інтересів держави.

Орден Звитяги має три ступені. Орденами I і II ступеня нагороджуються особи молодшого та старшого офіцерського складів. Орденом III ступеня нагороджуються солдати, матроси, сержанти, старшини, прапорщики і мічмани.

## Опис
Орден Звитяги випускався 2-х типів, більш ранній — без колодки.

### Перший тип
Орден виготовляється зі срібла, форма — восьмипроменева зірка на основі кола, відстань між протилежними вершинами зірок — 45 мм.
У центрі ордена розташований щит з символами зброї. У нижній частині на вишневому тлі назва ордена «АЙБЫН».
Орден має два ступені: перша ступінь покривається золотом з загальним фоном з гарячої емалі темно-синього кольору, а друга — з лицьової сторони з тонованого срібла і загальним фоном з гарячої емалі бірюзового кольору.
Знак за допомогою вушка і кільця з'єднується з латунною п'ятикутною колодкою. Висота колодки — 36,5 мм, ширина — 38 мм з рамкою у верхній і нижній частинах.
Колодка обтягується муаровою стрічкою червоного кольору з жовтими смугами.

### Другий тип
Знак ордена першого ступеня являє собою стилізовану п'ятикутну зірку, промені якої вкриті червоною емаллю й поверх яких накладені золоті наконечники списів. Між променями зірки срібні штрали. У центрі знака круглий медальйон, візуально розділений трикутником на три частини: у центральній частині на білій емалі закріплений діамантовий камінь, нижче якого — золотий надпис «АЙБЫН»; у бічних частинах — на синій емалі золоті руків'я мечів.
Знак ордена другого ступеня представляє з себе восьмипроменеву зірку з двогранними променями і декоративним бортиком. У центрі знака — круглий медальйон, заповнений червоною емаллю: в центрі зображено круглий щит, за яким дві перехрещені шаблі; нижче декоративний елемент з орнаментом, у який вписана стрічка синьої емалі з написом «АЙБЫН». Всі елементи, не покриті емаллю, позолочені.
Знак третього ступеня аналогічний другому, а елементи, не покриті емаллю, оксидовані сріблом.
Знаки ордена за допомогою декоративного кільця підвішуються до шестикутної колодки з орденською стрічкою.
Стрічка ордена муарова, червоного кольору, з трьома синіми смужками в центрі.

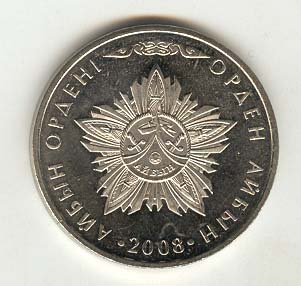
Пам'ятна монета Республіки Казахстан «Орден Звитяги», 2008, 50 тенге (реверс)

## Орденська монета
У 2008 році Національний банк Республіки Казахстан випустив у обіг колекційні пам'ятні монети номіналом «50 тенге» із зображенням знака ордена Звитяги.